# Рис (зерно)

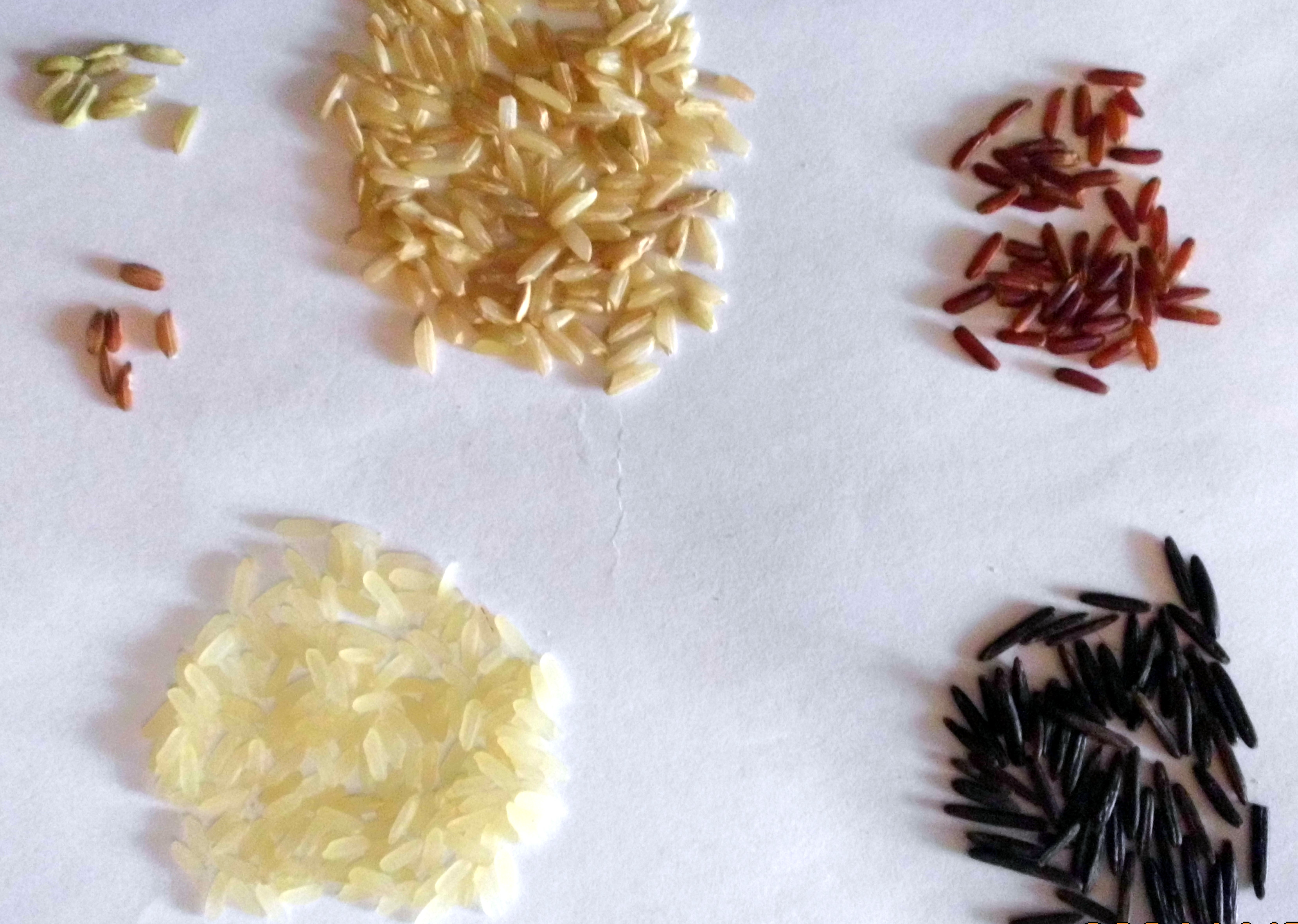
Слева-направо, сверху-вниз: 1 — нешлифованные зёрна (зелёные — недозревшие, коричневые — зрелые); 2 — шлифованный не полированный («бурый») рис; 3 — «красный» рис; 4 — полированные зёрна риса; 5 — зёрна цицании водной (Zizania aquatica) (так называемый «дикий рис»)

Рис — зёрна одноимённого растения. Он является основным пищевым продуктом для большей части населения Земли, хотя по объёму производимого пищевого зерна уступает пшенице.
Как сельскохозяйственная культура в тропиках, субтропиках и тёплых районах умеренного пояса возделывается однолетний рис посевной (Oryza sativa). В Африке также выращивают африканский, или голый рис (Oryza glaberrima). Местное население в Африке также использует в пищу зерно ряда дикорастущих видов риса, в первую очередь риса точечного (Oryza punctata) и риса короткоязычкового (Oryza barthii).
Рис отличается богатым содержанием углеводов и относительной бедностью белковых веществ. Доля первых в сухом веществе доходит до 70 %, вторых же, как правило, не более 12 %. Зола риса богата фосфорной кислотой.
Считается основным (национальным) продуктом питания в странах Юго-Восточной Азии и Китае. Из рисового зерна производятся крупа и крахмал, из рисовых зародышей получают масло. Мука рисовая без примеси какой-либо другой мало годится для приготовления хлеба, главным образом из неё варят каши или приготовляют пироги; в большом количестве она поступает на косметические фабрики, на переработку в пудру. Существует множество блюд на основе риса, самые известные из которых плов, ризотто и паэлья. В Японии из него делают лепёшки «моти» и особые сладости для чайной церемонии. Производится также воздушный рис, по консистенции похожий на попкорн, только гладкий и округлый. Иногда его формируют в виде карамелизированных плиток, как козинаки.

## Рисовое зерно
Различают три класса зерна — короткое (округлое или «жемчужное») — длина семян не превышает 5,15 мм, среднее (длина семян 5,16—6,15 мм) и длиннозёрное — не короче 6,16 мм.[прояснить] По форме различают зерно тонкое с отношением длины к ширине более 3, среднее, когда это отношение составляет 2,1—3, и толстое, когда оно не превышает 2,1. В отличие от обычных сортов, богатых и амилозой, и другой формой крахмала — амилопектином, у воскового риса влажное зерно клейкое и его эндосперм содержит очень мало одной из форм крахмала — амилозы. Различают зерно влажное и сухое, мягкое и твёрдое, рассыпчатое и вязкое. Все они находят широкое применение в разных типах национальных культур. Кулинарные свойства риса очень различаются и стандартными терминами не описываются. В странах Азии отдают предпочтение крахмалистому рису, который быстро набухает при варке и становится мягким и рассыпчатым при довольно невысокой температуре. В США для отварных гарниров и консервированных супов, как правило, употребляют длиннозёрный рис. Сухие хлопья для завтрака, детское питание и пиво готовят из среднезернистых и короткозернистых сортов. В пивоварении употребляют и дроблёный рис, а «воздушный» рис изготовляют только из короткозёрных сортов.
Давно были известны торговые сорта риса: каролинский (зерна продолговатые, без запаха, белые и прозрачные); пьемонтский (зёрна с желтоватым оттенком, более короткие и закругленные, непрозрачные); индийский (зёрна продолговатые, с хорошо выраженной прозрачностью); японский (зёрна очень мелкие, но белые и хорошего качества).
При шлифовке (очистке) удаляются кожура и зародыш, содержащие примерно 85 % масла, 10 % белка, 80 % тиамина, 70 % минеральных веществ и целлюлозы, 50 % рибофлавина и 65 % ниацина цельного рисового зерна. Поэтому у людей, основу питания которых составляет шлифованный рис, может развиться авитаминоз алиментарный полиневрит, называемый также бери-бери. К преимуществам такого риса относятся более привлекательный вид, быстрота приготовления, лёгкость усвоения организмом, дольшая сохранность, особенно в жарком влажном климате.

## Рисовая крупа

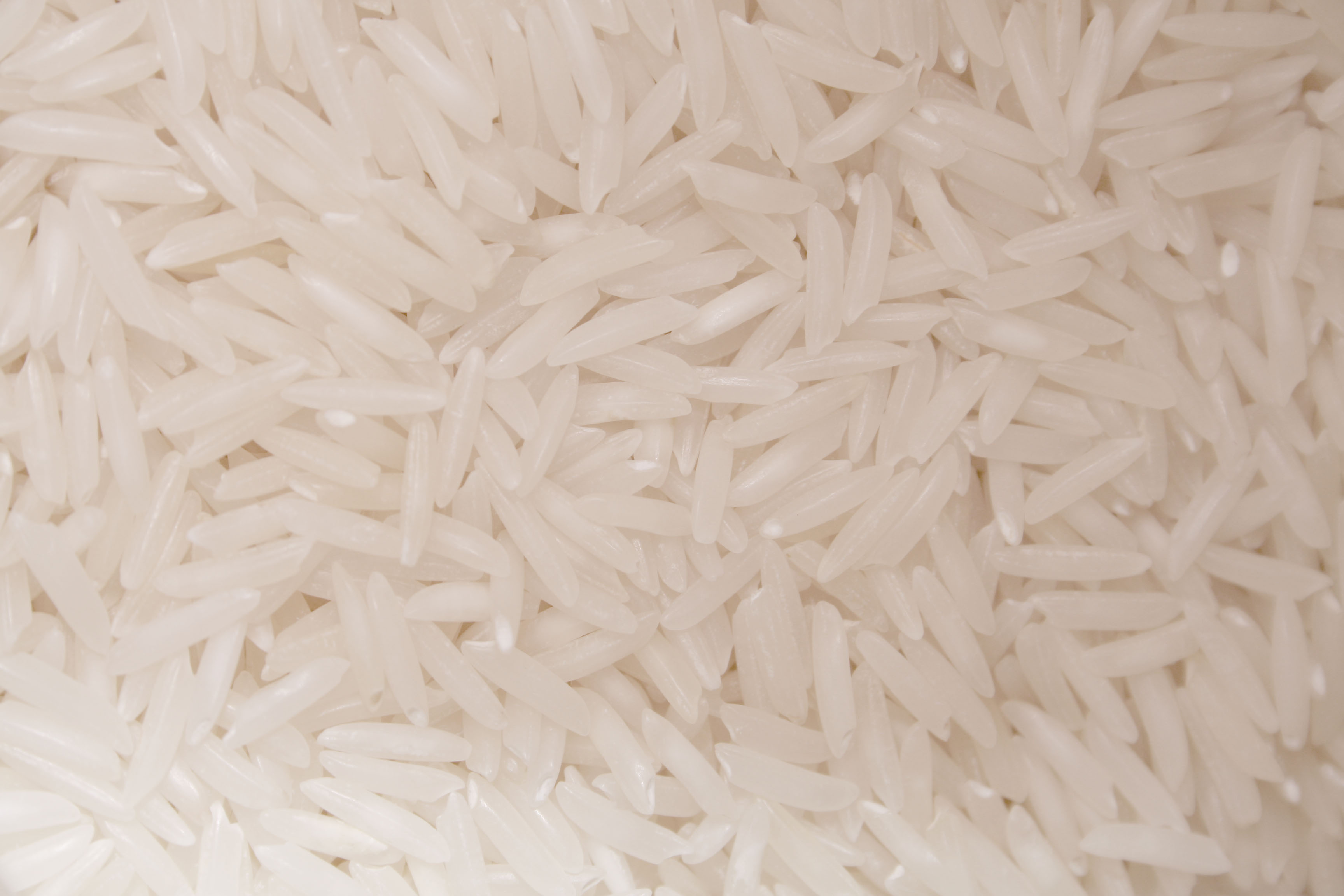
Длиннозернистый рис

В зависимости от обработки различают шлифованный, полированный и дроблёный рис.
- Шлифованный рис — обрушенное зерно риса, обработанное на шлифовальных машинах; имеет шероховатую поверхность.
- Полированный рис — имеет гладкую блестящую поверхность зёрен специальных стекловидных сортов риса, обработан на специальных машинах.
- Дроблёный рис — в отличие от шлифованного и полированного риса, состоит не из цельных ядер, является побочным продуктом обработки риса на специальных машинах.

Рис широко применяется для различных первых, вторых и сладких блюд, а также для гарниров и начинок. Гарниры, пловы, начинки, запеканки и пудинги желательно готовить из шлифованного риса, потому что он меньше разваривается. Дроблёный рис наиболее пригоден для жидких и вязких молочных каш, супов-пюре, приготовления биточек и котлет.
Чтобы рис разваривался, его следует засыпать в холодную воду, чтобы зёрна оставались целыми, его следует засыпать в горячую подсоленную воду.

## Происхождение названия
Слово рис появилось в русском языке поздно, до начала XIX века его обычно называли сарацинским зерном или сарацинской пшеницей, затем название преобразовалось в сорочинское пшено.
В русском переводе «Введения в гисторию европейскую» Пудендорфа (1718) встречается слово рыж — возможно, от пол. ryż.
В «Духе журналов» за 1818 год (кн. 13, с. 399) уже встречается слово рис.
В русских словарях слова рис, рисовый впервые отмечены в 1822 году.
О конкретном пути заимствования мнения этимологов расходятся. Так, Фасмер полагает, что слово проникло в русский язык через средне-нижне-немецкое и нижне-немецкое rîs, нидерл. rijs. Черных скорее видит посредничество фр. riz.
Тем не менее все авторы сходятся во мнении, что во все западноевропейские языки слово рис пришло из народного лат. oryza, а то в свою очередь восходит к греческому др.-греч. ὄρυζα, и далее — через афганское vrižē от санскритского vrīhiṣ.

## Описание растения

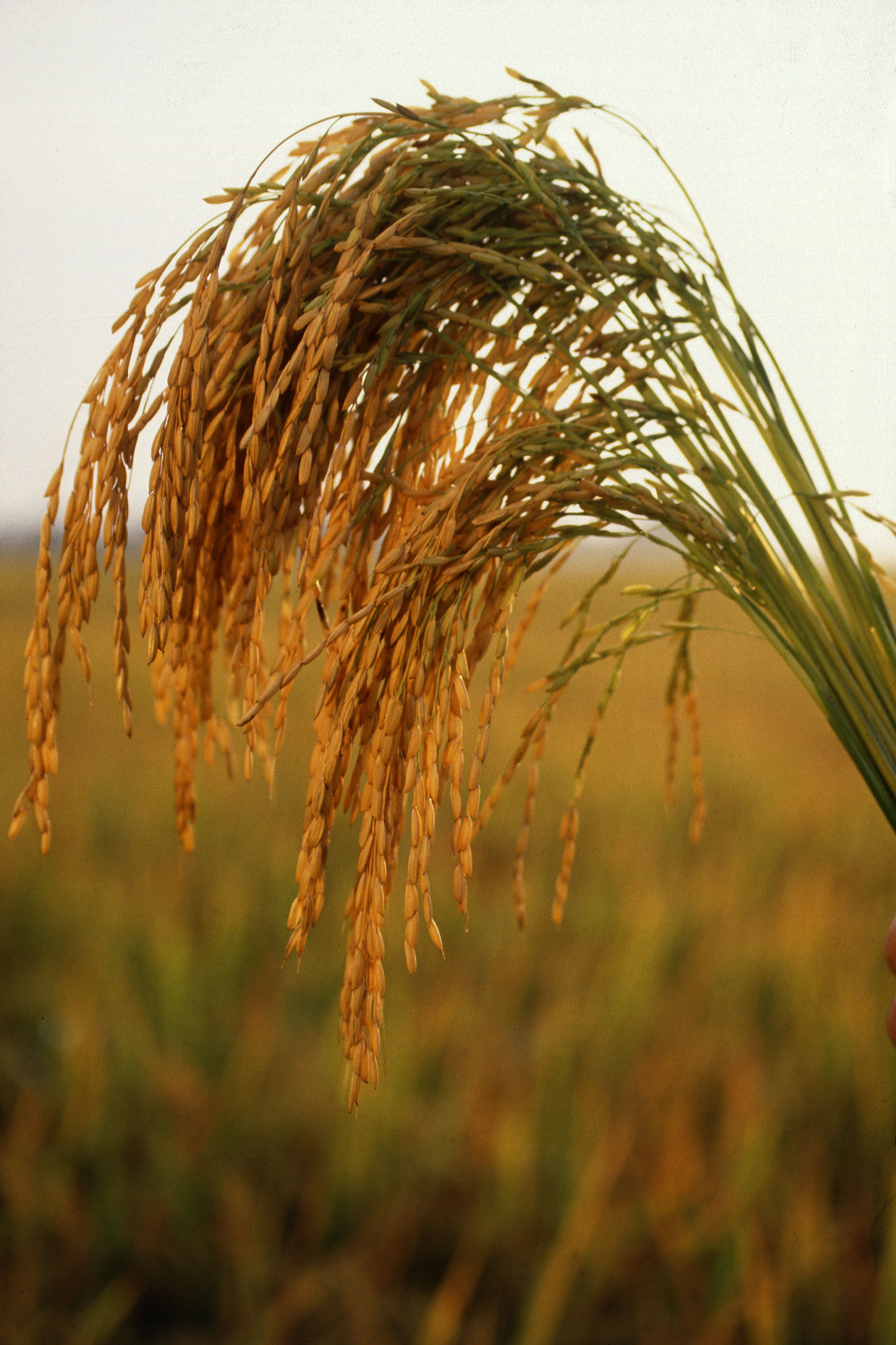
Колосья риса

Рис посевной — однолетнее растение. Корневая система — мочковатая, длина 30—40 см (до 1 м), в отличие от остальных злаков имеет воздухоносные полости и малое количество корневых волосков, отмирающих в условиях постоянного затопления. Стебель — соломина, высотой от 50 см до 2 и даже 3—5 м (у глубоководных форм). Соцветие — метёлка длиной 10—30 см. Цветок имеет 2 широких цветковых чешуи с остью у остистых форм, красного, жёлтого или бурого цвета, 2 околоцветковых плёнки — лодикули, один пестик и шесть тычинок.
Из нескольких узловатых стеблей (соломин) рис образует куст. Высота куста составляет от менее 38 см до более 244 см. Рисовые соломины состоят из пустотелых междоузлий, разделённых неполыми узлами. Как правило стебли прямостоячие или приподнимающиеся, стелющиеся типы встречаются реже. Число узлов в зависимости от сорта и продолжительности вегетационного периода может составлять от 13 до 16. Ко времени цветения четыре междоузлия сильно удлиняются. Цветонос — самое верхнее из удлинившихся междоузлий, обычно и самое длинное, несёт соцветие — метёлку. Метёлка риса, имеющая множество одноцветковых колосков на коротких ножках, может быть, в зависимости от сорта, раскидистой или сжатой, прямостоячей или повислой. Метёлка имеет множество одноцветковых колосков на коротких ножках. В основании этих колосков есть два, как правило, коротких и жёстких кроющих листочка — колосковые чешуи, над которыми расположены верхняя и нижняя цветковые чешуи.
Ширина плоских линейных листьев от 7 до 29 мм. Базальное влагалище зрелого листа на некотором расстоянии охватывает стебель. На границе между влагалищем и отогнутой листовой линейно-ланцетной узкой пластинкой зелёного, красноватого или фиолетового цвета имеется плёнчатый язычок и ушки — отходящие серповидные боковые выросты.
При созревании завязь пестика превращается в плод зерновку. Снаружи цельное рисовое зерно обёрнуто мякиной — довольно жёсткой, но легко отделяющейся оболочки из цветковых чешуй. Под ней находится бурого цвета «шелушёное» зерно, покрытое отрубями — несколькими слоями кожуры, которые определяют цвет зерна. Под кожурой находится эндосперм — в нём содержится питательный запас зерна, в том числе 90—94 % крахмала и 6—10 % белка, но недостаточно витаминов группы В и минеральных веществ.

## Производство риса
| Производство риса по странам (млн тонн, 2014 год) | Производство риса по странам (млн тонн, 2014 год) |
| ------------------------------------------------- | ------------------------------------------------- |
| Китай                                             | 206,5                                             |
| Индия                                             | 157,2                                             |
| Индонезия                                         | 70,8                                              |
| Бангладеш                                         | 52,3                                              |
| Вьетнам                                           | 44,9                                              |
| Таиланд                                           | 32,6                                              |
| Мьянма                                            | 26,4                                              |
| Филиппины                                         | 18,9                                              |
| Бразилия                                          | 12,2                                              |
| США                                               | 10,1                                              |
| Япония                                            | 10,5                                              |
| Камбоджа                                          | 9,3                                               |

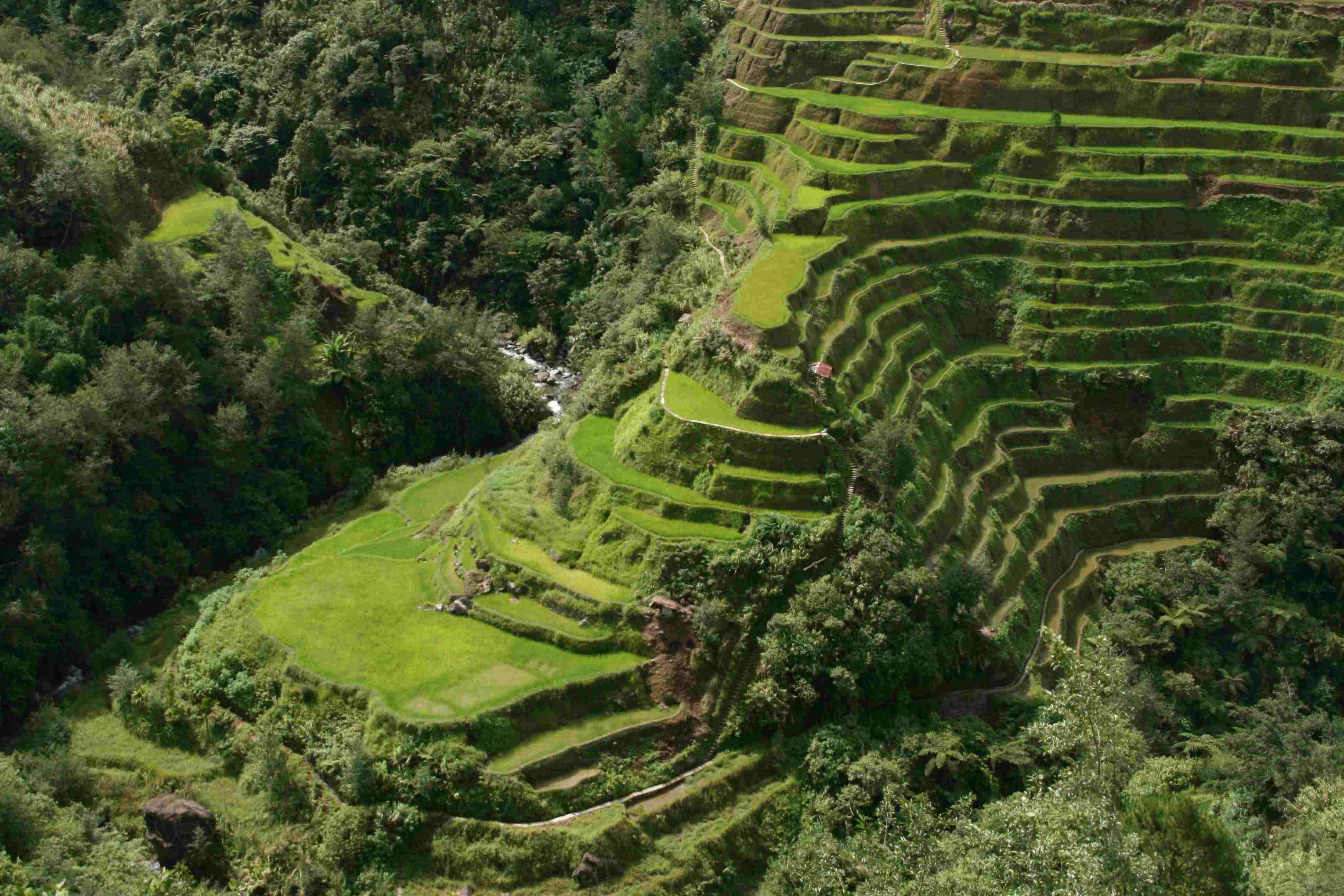
Рисовые террасы в Банауэ на Филиппинах

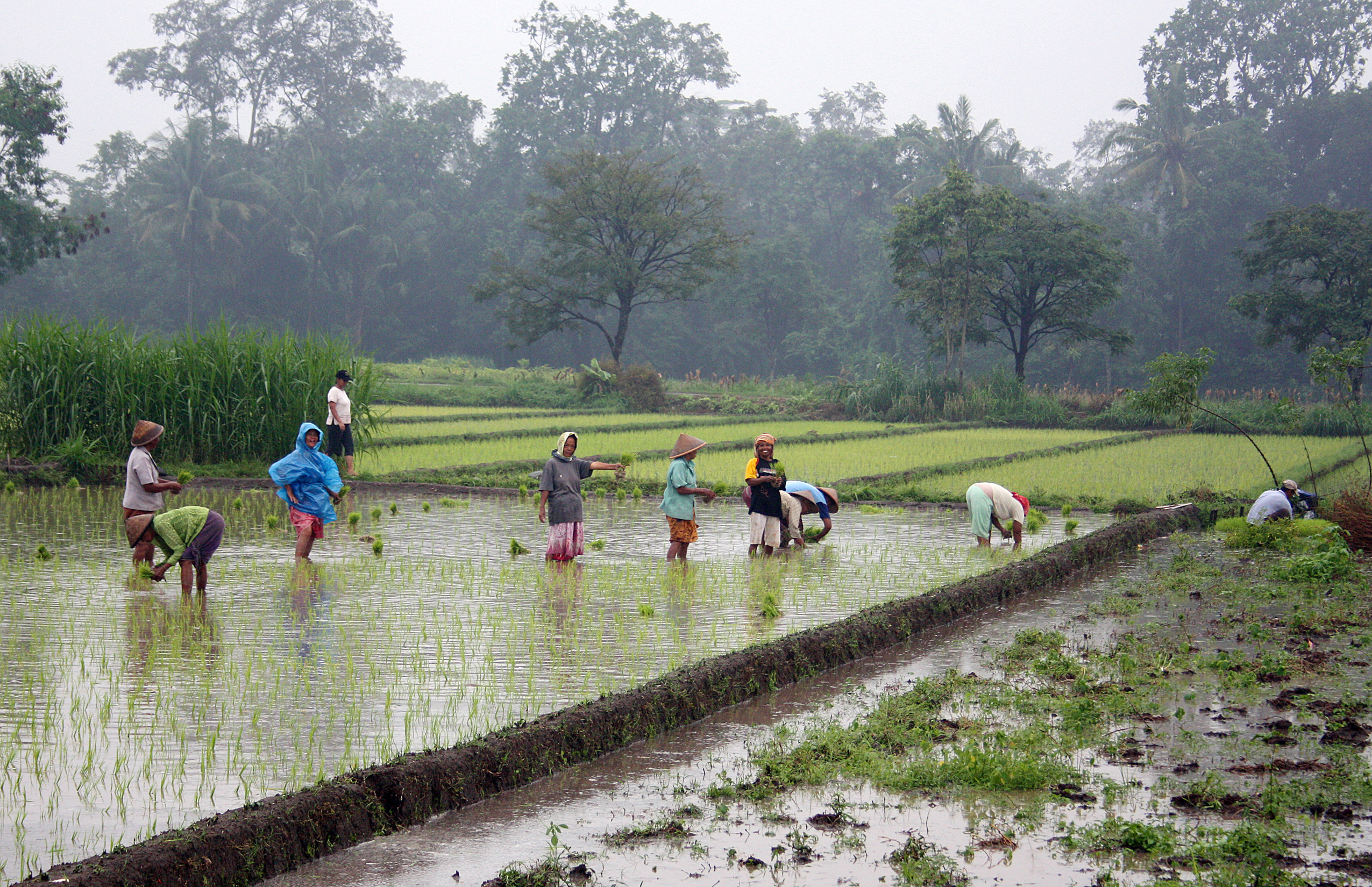
Высадка рисовой рассады на острове Ява в Индонезии

Рис — одно из самых важных хлебных растений, так как им питается более половины населения всего земного шара. Культура его известна со времён глубокой древности. В торжественном обряде, установленном китайским императором ещё за 2800 лет до н. э., рис уже играет важную роль. Царствующий император должен был посеять его сам, между тем четыре вида других растений могли быть посеяны принцами императорского семейства. Не менее классической страной разведения риса является Индия, где культура риса может быть и не столь древняя как в Китае, тем не менее занимает обширные площади, а зёрна этого растения составляют главную пищу населения.
В значительных количествах сеется рис также в Бангладеш, в Индонезии, на Шри-Ланке, центральной и восточной части Африки, в Полинезии, Меланезии и других странах, лежащих между экватором и 45° широты. В Европе возделывание риса встречается в Испании (сюда ввели его мавры), Италии (первые рисовые поля близ Пизы относятся к 1468 году), Греции и Турции, в Америке в основном культивируется в США и Бразилии. В России выращивается в относительно небольших количествах в Краснодарском крае и на юге Приморья. Вследствие теплолюбивости рис имеет ограниченное распространение в странах умеренного пояса. Для полного развития его при средней температуре лета в 22—30°С и при периоде вегетации в 150 дней, требуется от 3300 до 4500°С (числа дней периода всего роста растения до его созревания умножается на среднюю температуру этого периода. Так, 4500=150×30; 3300=150×22). Другая причина кроется в особых условиях возделывания риса, который, как болотное растение, требует массу стоячей воды, почему рисовые поля, находясь долгое время (в продолжение 90—100 дней) под водой, легко заболачиваются, что может привести к распространению перемежающихся лихорадок, а также вызывает большой расход воды, дефицитного ресурса для некоторых стран. Особенно много требует воды рис водный или мокрый, главная разновидность этого растения, возделываемая в большинстве стран. Каждый гектар, засеянный мокрым рисом, требует в два раза больше воды, чем озимые хлеба, и в пять раз больше, чем яровая джугара. Из европейских и американских сортов более или менее известны рис обыкновенный, каролинский, пьемонтский и др. Более многочисленны сорта риса, разводимого на Востоке, зёрна их также разнообразно окрашены; бывают красные, чёрные и фиолетовые; из них красный рис считается наиболее питательным. В Японии, на Яве, Суматре и во Вьетнаме разводятся ещё многие сорта риса с мелкими зёрнами. Наряду с мокрым рисом на Востоке разводят ещё рис горный или суходольный. На родине этот рис растёт в диком виде на склонах гор южного Китая и успевает без искусственной поливки закончить свой рост в период тропических дождей. Практика культуры суходольного риса в Северной Италии показала, например, что, хотя там он без искусственного полива расти, безусловно, не может, но зато количество воды, необходимое для орошения этого сорта риса, почти вдвое меньше, чем требуется для обыкновенного мокрого риса.

### Агротехника

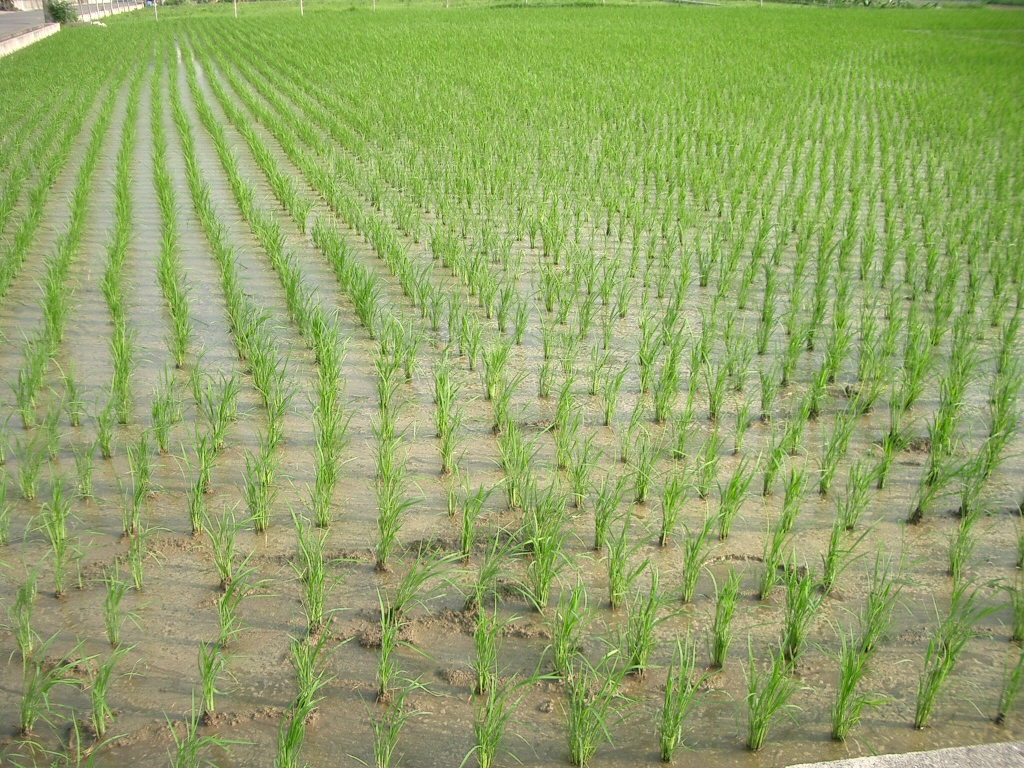
Поле после посевной (июнь, Япония)

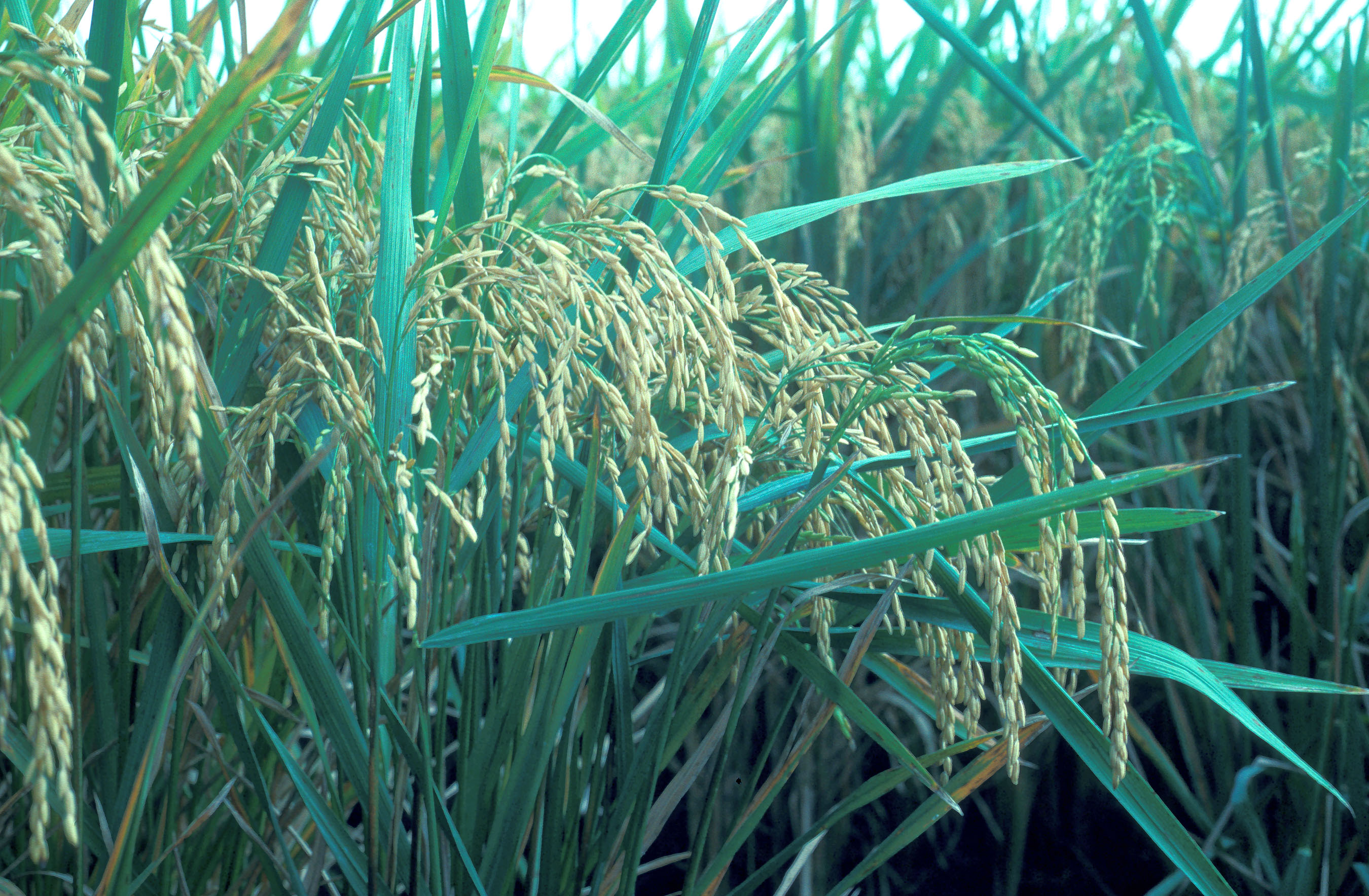
Молодой рис (август, Япония)

Культура риса ведётся на рисовых плантациях, которые могут быть постоянными или только временными. Первые заняты из года в год посевами риса и постоянно остаются под водой; вторые после 2—3-летних посевов риса обыкновенно занимаются каким-либо другим хлебом. Лучшие почвы под рис — глинистые и суглинистые. Рисовые поля окружаются невысокими валиками и затопляются, что подразумевает их предварительное строго горизонтальное выравнивание. Обычно посев производится в воду, стоящую слоем в 6—8 см, в марте-апреле месяце. Иногда, впрочем, (как это чаще всего бывает в Китае, Индии, Японии, на Яве и местами в Закавказье) рис не сразу высевается на плантации; сначала его проращивают и дают подняться до высоты 15—20 см, а затем уже пересаживают в грунт, предпочтительно рядами, отстоящими друг от друга на 20—30 см. Традиционно при выращивании риса не употребляли никаких удобрений, так как считали, что с оросительной водой приносится достаточное количество питательных веществ. Для достижения типичной урожайности рис требует внимательного ухода. Приходится постоянно следить, начиная прямо с дня посева, за температурой воздуха и воды и если таковые понизятся сильно, необходимо спустить часть воды, чтобы солнце хорошенько прогрело почву. Когда на поверхности воды появляются первые листья риса, слой воды увеличивают, а если прибывающая вода холодная, её предварительно согревают солнечным теплом в особых вместилищах. Время от времени приходится всю воду, наполняющую рисовое поле, спускать дочиста и снова напускать, не допуская промоин и разрушения подводящих и отводящих каналов. В различных местностях эта операция производится в разные промежутки времени — каждый третий, четвёртый или десятый день, а иногда и больше. В общем, слой воды не должен покрывать более половины растения; от избытка воды оно всегда страдает. Перед жатвой воду спускают окончательно. Врагами рисовой культуры, кроме недостатка тепла и воды, являются также сорные травы. Среди них наиболее вредны Leersia oryzoides (рисовый пырей), Panicum Crus galli, камыш, осока, сусак, Alisma plantago и др. Из грибков чаще всего встречается на рисе Pleospora Oryzae, производящая на рисе так называемую белую и чёрную болезнь. Рис считается созревшим, когда стебель его совершенно пожелтеет, а само зерно побелеет, что бывает в Средней Азии в конце августа — начале сентября. Опаздывать с уборкой считается рискованным, так как при высыхании колоски отламываются, из-за чего теряется часть урожая. Узбеки часто убирают рис впрозелень; такой рис, высушенный на солнце, считается, по их мнению, лучшим для плова. Уборка производится срезкой или выдергиванием; сжатый колос просушивают в течение 2—3 дней, а затем уже обмолачивают. Культура риса суходольного более проста. Его высевают обыкновенно с марта по июль, а убирают в июне — ноябре, в зависимости от условий и высоты местности, где этот рис возделывается. В виде исключения, на Суматре, его сеют в сентябре или октябре, а снимают в феврале или марте; во Вьетнаме посев производят в декабре или январе, а жатву в апреле или мае. Этот сорт не требует такого регулярного орошения, как рис водный.

### Обработка зерна

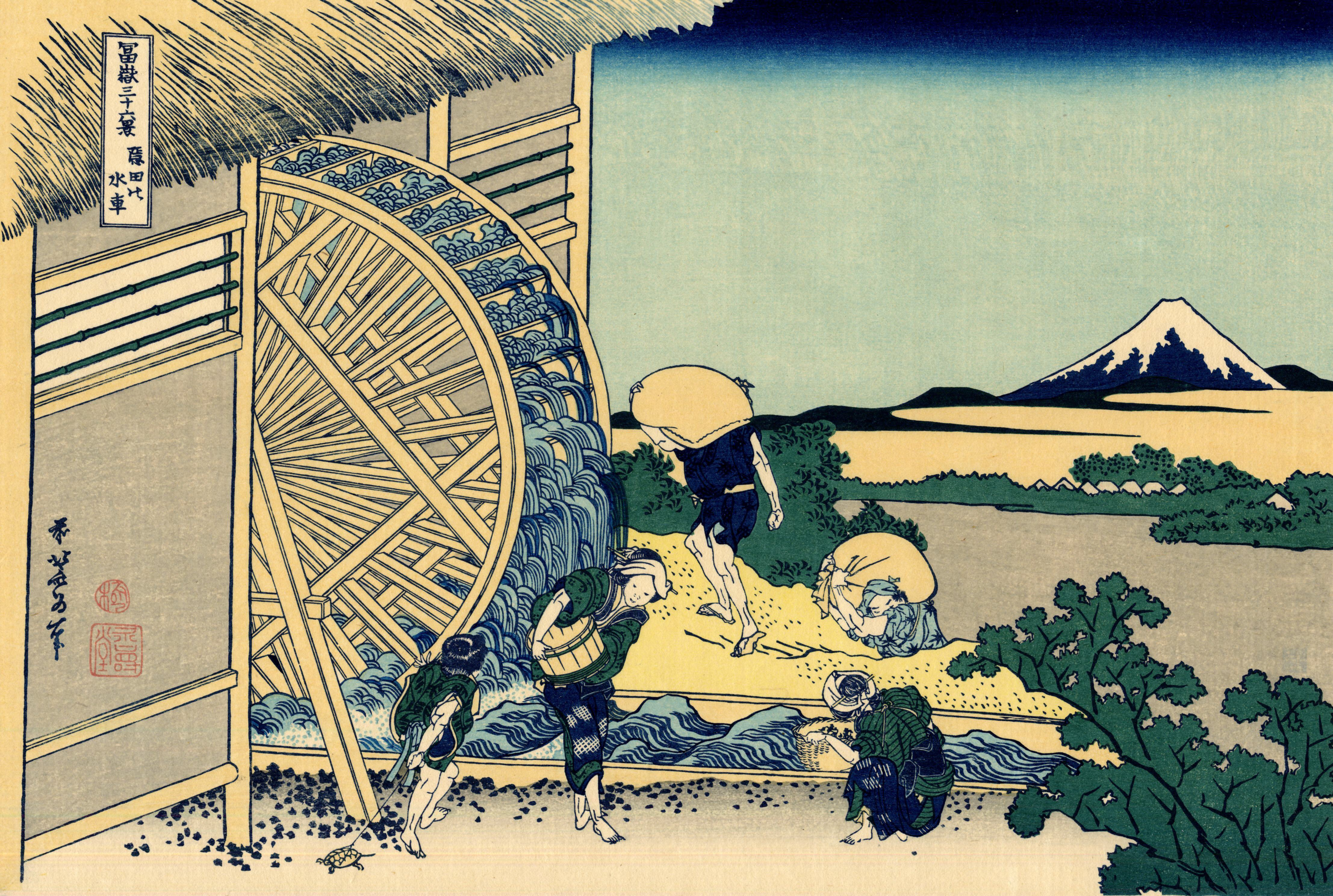
Очистка риса с помощью водяной мельницы («Тридцать шесть видов Фудзи» Кацусика Хокусай)

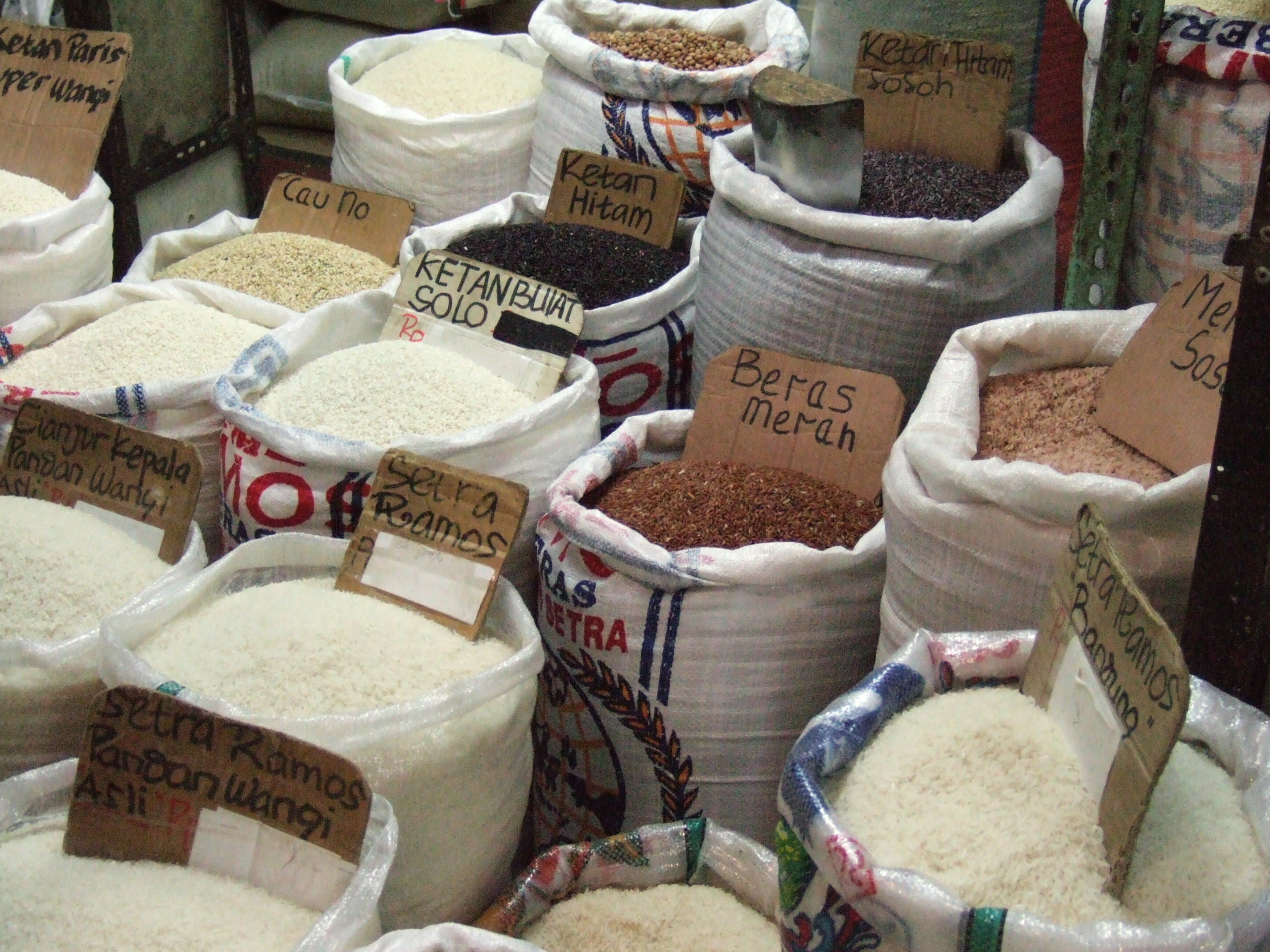
Разнообразие риса на рынке в Индонезии

При провеивании необрушенного риса-сырца удаляется мелкий легкий мусор, после этого его шелушат (обрушивают), то есть отделяют от чешуи. Для получения шлифованного (полированного, белого) риса его очищают от отрубей, и сортируют на целые и дробленые зерна (рисовую сечку). Первые иногда покрывают глюкозой или тальком для усиления блеска, а вторые направляют на пивоваренные фабрики. Поскольку рисовые отруби, удаляемые при шлифовании, содержат ценные питательные вещества, разработан специальный метод перевода последних в эндосперм — гидротермическая обработка. Провеянный рис-сырец замачивают в горячей воде, затем обрабатывают паром, сушат и только после этого шелушат и шлифуют. При таком пропаривании водорастворимые витамины частично переходят из оболочки семени и зародыша в эндосперм. Повысить питательную ценность шлифованного риса можно также искусственными добавками. Для этого его пропитывают раствором, содержащим витамины и минеральные вещества, после этого сушат. Из рисовых отрубей производят питательные добавки к муке и кормовое масло.
Обмолоченное зерно (шала или неочищенный рис) очищается от остей и от посторонних примесей, затем идет на жернова, где отделяется плёнка. Окончательная отделка крупы производится в полировочном аппарате или в ступах. В среднем 100 кг риса, при переделке его на крупу, дают: крупного зерна — 60 кг, среднего — 15 кг, мелкого 15 кг, муки — 10 кг; а от 100 частей неочищенного риса получается: чистого зерна 74 части, отбросов (оболочки, кожицы, зародышей) — 26 частей.

## История
Древнейшие следы рисоводства, датированные серединой 5 тысячелетия до н. э., выявлены в Таиланде. За следующую тысячу лет культивирование риса распространилось во всём Индокитае, а со временем и в Юго-Восточной и Восточной Азии. Во 2 тысячелетии до н. э. индокитайский рис был импортирован в Индию, откуда попал в Среднюю Азию и Европу во время походов Александра Македонского.
Во 2 тысячелетии до н. э. на территории современного Китая главным рисоводческим районом были южные земли в низовьях реки Янцзы, которые принадлежали прото-вьетнамским племенам. В конце 1 тысячелетия до н. э. благодаря контактам китайцев с южными соседями рис попал в соседние районы Китая. Вероятно, оттуда его позаимствовали жители Корейского полуострова и Японского архипелага. Постепенно рис стал доминирующей сельскохозяйственной культурой в среднеазиатском регионе.
В Европе, начиная с античного времени, центром европейского рисоводства продолжительное время было Средиземноморье. Однако рисовые культуры занимали незначительное место в пищевом рационе тогдашних европейцев, уступая ячменю и пшенице. Лишь с 19 столетия началось промышленное возделывание европейского риса.

## Красный рисовый краситель

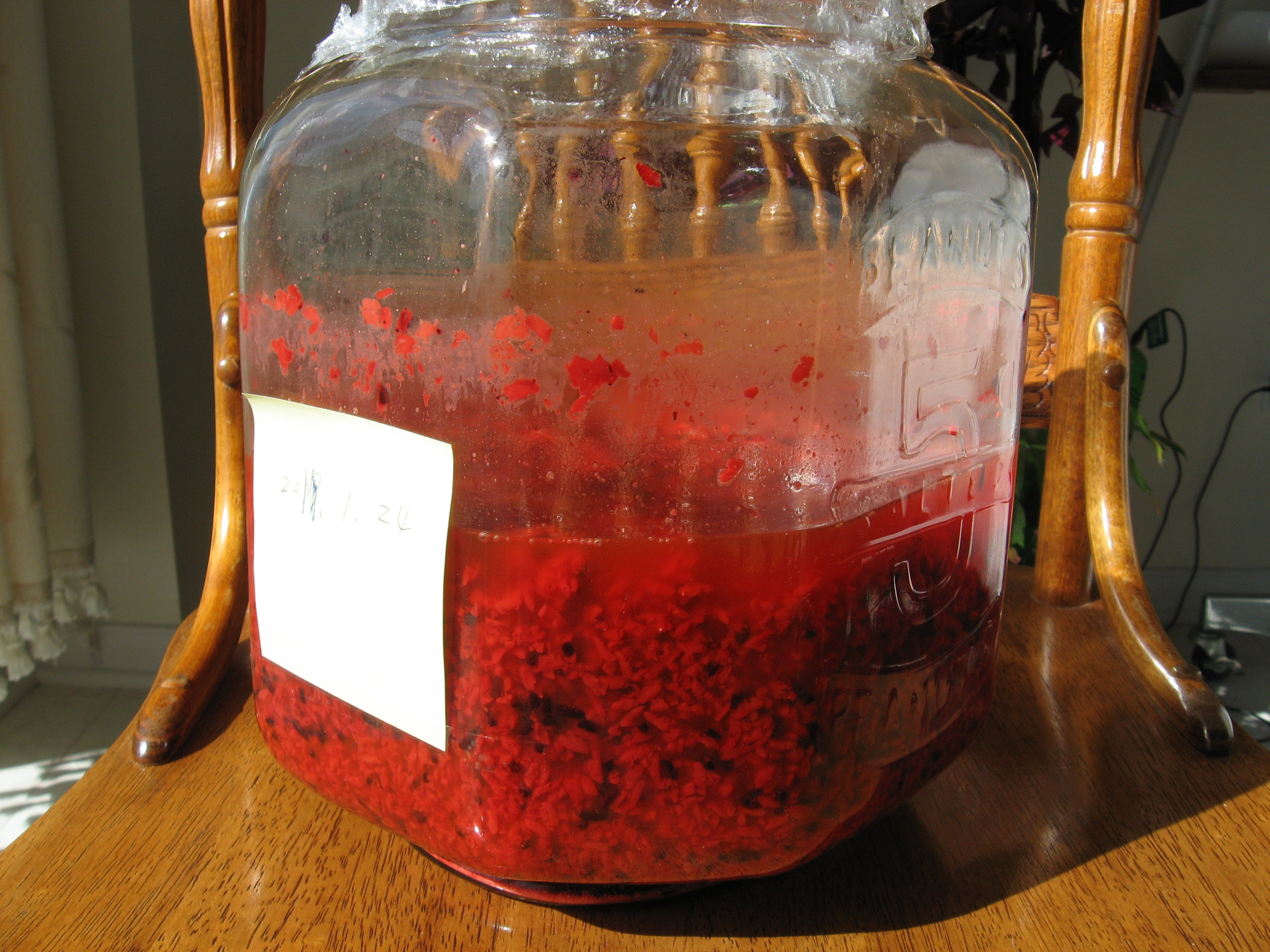
Процесс ферментации риса грибами рода Monascus

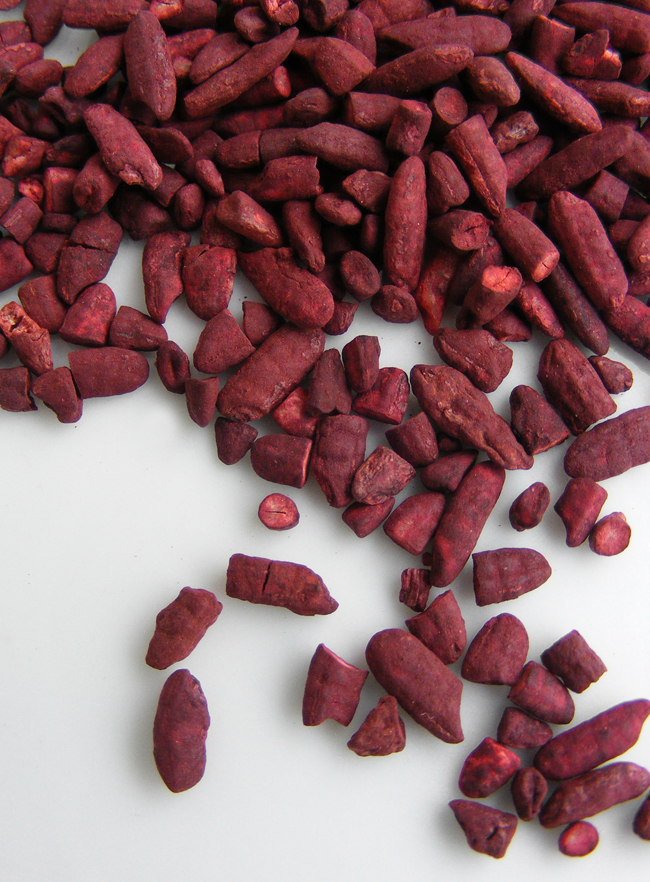
Ферментированный рис

Из риса путём его ферментации плесневыми грибами рода Monascus, в частности Monascus purpureus, продуцирующими пигмент, получают пищевую добавку — краситель, который называется «красный рисовый» (может встречаться и под названиями «ферментированный рис», «красный рис», «монаскус»). Представляет собой гранулят или порошок красно-коричневого цвета без вкуса и запаха, устойчивый к термической кулинарной обработке и выцветанию.
Применяется при производстве мясных и колбасных изделий, белоксодержащих продуктов, напитков в дозе 1—10 г/кг. Используется в странах Юго-Восточной Азии, Китае, Японии. Разрешён к применению в России в качестве пищевой добавки. Не имеет индекса «Е», так как из-за возможного содержания в составе микотоксина цитринина безопасность красителя ставится под сомнение ФАО и ВОЗ, что препятствует разрешению на использование в качестве пищевой добавки в Европе.